# Weener
Weener é uma cidade da Alemanha localizada no distrito de Leer, estado de Baixa Saxônia.

## Demografia
Evolução da população:
- 1980 - 14.115
- 1985 - 14.245
- 1990 - 14.320
- 1995 - 14.831
- 2000 - 15.338
- 2001 - 15.406
- 2002 - 15.534
- 2003 - 15.625
- 2004 - 15.666
- 2005 - 15.602
- 2006 - 15.654
- 30 de junho de 2007 - 15.812

Populações de 1980 a 2006 em 31 de dezembro